# EM Strasbourg Business School
EM Strasbourg Business School er en europæisk business school med campusser i Strasbourg. EM Strasbourg blev placeret på en 85. plads blandt de europæiske business schools i 2019 af Financial Times. EM Strasbourg har ligeledes et PhD-program såvel som adskillige Master-programmer inden for specifikke managementområder, såsom marketing, finans eller iværksætteri.
EM Strasbourg programmer har de tre internationale akkrediteringer AMBA, EPAS og AACSB. Skolen har over 22.000 alumner inden for handel og politik, herunder Jean-Marc Zulesi (Fransk politiker).